# 王座山天文台
王座山天文台（德語：Landessternwarte Heidelberg-Königstuhl）全名海德堡-王座山州立天文台，是一座位于德國海德堡王座山的天文台，於1774年開幕。